# Michael Aquino

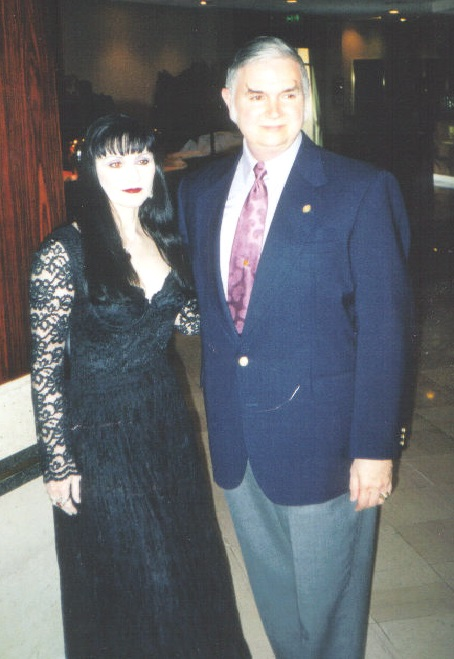
Michael Aquino wraz z żoną w 1999

Michael Aquino (ur. 16 października 1946 w San Francisco) – amerykański wojskowy, satanista, jeden z twórców Świątyni Seta. Podpułkownik armii amerykańskiej, przynależał do 7. Grupy Operacji Psychologicznych. Absolwent University of California. Początkowo członek Kościoła szatana, w 1975 r. skłócił się z jego założycielem Antonem La Veyem, co doprowadziło do schizmy.
W przeciwieństwie do LaVeya, Aquino uznawał realne istnienie szatana. Twierdził, że miał objawienie, że czas szatana przeminął, a nadszedł czas księcia ciemności, czczonego pod prawdziwym imieniem Set (od imienia staroegipskiego boga). Uznał, że najważniejsze nie jest zaspokajanie potrzeb cielesnych (jak twierdził LaVey), lecz pełne rozpoznanie swojej istoty i kształtowanie świata zgodnie z nią.
W latach 1980–1986 Aquino był adiunktem w katedrze nauk politycznych na Golden Gate University.

## Publikacje
- Współautor w: From PsyOp to MindWar: The Psychology of Victory[1]
- Współautor w: Introductio. Wprowadzenia w satanizm teistyczny Świątyni Seta oraz satanizm tradycyjny ONA[4]